# Folkbildningsrådet
Folkbildningsrådet är en ideell förening med myndighetsuppgifter. Föreningen fördelar statsbidrag inom Utbildningsdepartementets verksamhetsområde: folkhögskolor, studieförbund och folkhögskolors studerandeorganisationer.
Folkbildningsrådet har myndighetsansvar för folkbildning, och har som medlemmar Studieförbunden, Sveriges Kommuner och Regioner (SKR) samt Rörelsefolkhögskolornas intresseorganisation (RIO) och bildades 1991. Rådet beslutar om vilka studieförbund och folkhögskolor som ska få statligt ekonomiskt stöd. Det finns i dag 10 studieförbund och, från den 1 juli 2015, 151 folkhögskolor spridda över hela landet som uppbär statsbidrag fördelat av Folkbildningsrådet (2014).
Folkbildningsrådet är lokaliserat till Stockholm. Ordförande är Catharina Håkansson Boman och generalsekreterare Maria Graner.

## Organisation
Folkbildningsrådet bildades år 1991 i samband med kommunaliseringen av skolan i Sverige. När rådet bildades ställde staten som villkor att alla aktörer inom folkbildning skulle representeras, men efter bildandet har vare sig regering eller riksdag mandat att besluta om medlemskap i rådet eftersom det är en ideell förening.

### Generalsekreterare
- 1994–2016: Britten Månsson Wallin[9]
- 2016–2023: Maria Graner[9]

### Folkbildningsrådets styrelse

#### Ordförande
- 2007-2013: Torsten Friberg[10]
- 2013–2021: Catharina Håkansson Boman[11]
- 2021–2023: Inger Ashing[12][13]

#### Ledamöter
- 2023: Amelie von Zweigbergk[12]
- 2023: Ann-Marie Begler
- 2023: Emilia Bjuggren
- 2023: Ida Karkiainen
- 2023: Jesper Skalberg Karlsson
- 2023: Johan Söderman
- 2023: Qaisar Mahmood
- 2023: Sten Nordin

## Verksamhet
Fram till 1 juli 2014 hade Folkbildningsrådet i uppdrag från sina medlemmar att driva Folkbildningsnätet och Folkhögskolornas informationstjänst (FIN), samt FOLAC (Folkbildning – Learning for Active Citizenship). Dessa områden finns numera i organisationen Folkhögskolornas serviceorganisation som arbetar på uppdrag av RIO, OFI och SKL-folkhögskolorna.

### Offentlighetsprincip
Den del av rådet som omfattar fördelning av statsbidrag omfattas av offentlighetsprincipen, men i praktiken är det enligt Riksrevisionen otydligt vilka handlingar som omfattas då Justitieombudsmannen och kammarrätten har haft olika uppfattningar.

### Revision och uppföljning
Riksrevisionen saknar rätt att granska Folkbildningsrådet i årlig revision.
Under de tretton första åren 1991–2004 skedde endast en revision där man följde upp om syftet med de statliga anslagen blivit uppfyllt.

### Statsbidrag
Fram till 1990-talet fördelade myndigheten Skolöverstyrelsen statsbidrag till folkbildningsverksamheter, men när skolan kommunaliserades förändrades styrningen av medel till folkbildningen. Myndighetsuppgiften att fördela statsbidrag till folkbildning delegerades till det nybildade Folkbildningsrådet.
År 2014 delade rådet ut 1,7 miljarder SEK i statsbidrag till 10 studieförbund.
År 2019 fick Folkbildningsrådet 4,1 miljarder i statsbidrag att dela ut.

## Kritik
Enligt Magnus Ranstorp (statsvetare på Försvarshögskolan) och Aje Carlbom (docent i socialantropologi vid Malmö universitet) har Folkbildningsrådet inte kompetensen att avgöra om studieförbundet Ibn Rushd lever upp till demokratiska ideal som man kan kräva av ett studieförbund. Ranstorp och Carlbom menade att rådet borde ombildas från en ideell förening till en myndighet så att en skattefinansierad verksamhet öppnas för offentlig insyn.